# Harold Purdy
Harold Purdy – brytyjski kierowca wyścigowy.

## Kariera
W wyścigach samochodowych Purdy startował głównie w wyścigach samochodów sportowych. W 1928 roku Brytyjczyk odniósł zwycięstwo w klasie 1.5 24-godzinnego wyścigu Le Mans, a w klasyfikacji generalnej uplasował się na szóstej pozycji.